# 하늘도서관 (구로구)
하늘도서관은 서울특별시 구로구에 있는 도서관이다.

## 연혁
- 2010년 4월 2일 개관

## 시설 현황
- 3층: 자유열람실, 지식나눔방
- 2층: 종합자료실, 문화강좌실, 하늘북카페
- 1층: 어린이열람실, 엄마랑아가랑

## 이용 안내
이용 시간
휴관일
- 매주 화요일
- 임시휴관일: 도서관 사정으로 임시로 정하는 휴일
- 일요일을 제외한 법정 공휴일(일요일과 공휴일이 겹치는 경우 휴관)